# Jan Paweł II (film)
Jan Paweł II – film biograficzno-historyczny o życiu i dokonaniach papieża Jana Pawła II. Film powstał w wyniku współpracy Telewizji Polskiej, włoskiej Rai Uno i amerykańskiej CBS. Polska premiera filmu miała miejsce 3 marca 2006 roku, zaś światowa w Watykanie 17 listopada 2005 roku. Tam był emitowany pod tytułem Pope John Paul II. Polskimi producentami filmu byli Krzysztof Grabowski z Grupy Filmowej Baltmedia oraz Sławomir Jóźwik.

## Obsada
- Jon Voight – papież (podczas pontyfikatu)
- Cary Elwes – Karol Wojtyła (w młodości)
- Wenanty Nosul – ksiądz Stanisław Dziwisz
- Christopher Lee – kard. Stefan Wyszyński
- Ben Gazzara – kard. Agostino Casaroli
- James Cromwell – kard. Adam Sapieha
- Giuliano Gemma – Joaquín Navarro-Valls
- Mikołaj Grabowski – kard. Joseph Ratzinger
- Robert Mazurkiewicz – Karol Wojtyła senior
- Andrzej Żarnecki – profesor Kierk
- Ettore Bassi – Gapa
- Robert Gonera – Tadeusz
- Vittoria Belvedere – Ewa
- Andrzej Niemirski – Wojciech
- Krzysztof Pieczyński – członek PZPR
- Juliusz Chrząstowski – Jerzy
- Ryszard Radwański – Władysław Gomułka
- Sławomir Sośnierz – krawiec
- Dominik Nowak – Polak
- Edward Żentara – oficer Gestapo

Propozycję roli Jana Pawła II dostali Paul Newman i Liam Neeson.

## Wersja polska
Adaptacja i koncepcja wersji polskiej: Jerzy Łukaszewicz

Kierownik produkcji: Wiesław Łysakowski

Współpraca: Tomasz Wojtczuk

Konsultacja muzyczna: Zbigniew Zbrowski

Dubbing: MASTER FILM Ltd. Warszawa

Dźwięk: Mariusz Kuczyński, Urszula Ziarkiewicz-Kuczyńska

Montaż: Gabriela Turant-Wiśniewska, Jan Graboś

Kierownictwo produkcji: Romuald Cieślak

Zgranie: TOYA Sound Studios

Montaż dźwięku wersji polskiej: Robert Buczkowski

Zgranie w systemie Dolby Digital: Marek Wronko, Michał Kosterkiewicz

Wystąpili:
- Krzysztof Kolberger – Karol Wojtyła / Jan Paweł II
- Jerzy Radziwiłowicz – kard. Stefan Wyszyński
- Olgierd Łukaszewicz – kard. Adam Stefan Sapieha
- Zbigniew Zamachowski – ksiądz Stanisław Dziwisz
- Henryk Talar – kard. Agostino Casaroli
- Marcin Bosak – Tadeusz
- Artur Żmijewski – Roman
- Grzegorz Drojewski – chłopak ogłaszający wybuch wojny
- Artur Kaczmarski – dziennikarz ogłaszający w telewizji wybór papieża
- Andrzej Blumenfeld – Edward Gierek
- Danuta Stenka – Teresa
- Władysław Kowalski – Karol Wojtyła senior
- Michał Żebrowski – Joaquin Navarro-Valls, dyrektor biura prasowego Stolicy Apostolskiej w latach 1984-2006
- Wojciech Malajkat
- Jan Machulski
- Jolanta Fraszyńska
- Maciej Marczewski
- Marcin Przybylski
- Anna Dereszowska
- Marek Barbasiewicz – Andriej Gromyko
- Piotr Szwedes
- Andrzej Deskur
- Tadeusz Borowski
- Marek Bargiełowski
- Marek Obertyn
- Wojciech Machnicki
- Robert Czebotar
- Łukasz Lewandowski
- Joanna Jabłczyńska

## Fabuła
Pierwszą sceną filmu jest nieudany zamach na życie papieża 13 maja 1981 roku, na Placu świętego Piotra w Rzymie. Następnie pokazana jest błyskawiczna akcja przewiezienia papieża do kliniki Gemelli pod kontrolą ks. Dziwisza. Gdy karetka dociera do kliniki, widzowie są świadkami retrospekcji – przenoszą się ok. 30 lat wstecz. Ukazane jest życie Wojtyły sprzed wyboru na papieża – pierwszych lat posługi kapłańskiej, jego przygód, przyjaciół, lat przeżytych jako biskup i kardynał, walkę z komunistycznymi władzami, a także moment wyboru na papieża i pierwsze lata urzędowania na Stolicy Piotrowej. Po retrospekcji miejsce mają kolejne wydarzenia z życia Jana Pawła II – pisanie encyklik, przebaczenie zamachowcy, spotkania z młodzieżą, rozmowy z Matką Teresą, pielgrzymki, liczne kanonizacje i beatyfikacje, modlitwy po ataku na World Trade Center, w końcu choroba i śmierć. Końcowe sceny filmu ukazują pogrzeb oraz międzynarodową żałobę.

## Nagrody
- Jon Voight za rolę w tym filmie otrzymał nominację do nagrody Emmy w kategorii Najlepszy Aktor w Miniserialu lub Filmie.
- Polscy producenci Krzysztof Grabowski i Sławomir Jóźwik otrzymali nagrodę Zarządu Stowarzyszenia Kina Polskie DIAMENTOWY BILET dla najlepszych polskich producentów w 2006 roku.